# 28568 Jacobjohnson
28568 Jacobjohnson è un asteroide della fascia principale. Scoperto nel 2000, presenta un'orbita caratterizzata da un semiasse maggiore pari a 2,5574799 UA e da un'eccentricità di 0,0844754, inclinata di 0,60811° rispetto all'eclittica.